# Роуз, Морган
Морган Джей Роуз (род. 13 декабря 1968, Атланта) — американский рок-музыкант (барабанщик и продюсер) датского происхождения. Один из основателей группы Sevendust.
В разводе с актрисой Тери Харрисон, от которой у него есть сын — Джонас Джек Роуз (родился в январе 2008 года). Также есть дочь Кайла Морэй Роуз (родилась 05.10.1999 года) от Райны Фосс.